# Križ na Biloj glavici u Košutama
Križ na Biloj glavici u Košutama je monumentalni i spomen-križ u Hrvatskoj. Visine je oko pet metara.

## Zemljopisni položaj
Nalazi se na uzvisini Biloj glavici, s lijeve strane ceste kojom se ide iz Sinja ka Trilju.

## Povijest
Podignut je 1933. godine. Prigoda kojom je bio podignut je obilježavanje 1900. obljetnice muke, smrti i uskrsnuća Isusa Krista. Podno križa bio je uklesan natpis Isusu Kristu – Kralju vjekova – vjera i ljubav naroda – prigodom proslave – 1900. godišnjice Njegove muke i smrti. Proslava ove Svete Godine započela je trodnevnicom u svim župama triljskog dekanata, a svečani blagoslov križa bio je na blagdan Male Gospe 8. rujna. Događaj je nazočnošću uveličao ondašnji biskup Kvirin Klement Bonefačić i propovijed je održao poslije proslavljeni isusovac o. Petar Perica iz Splita (autor pjesme Zdravo, Djevo, kraljice Hrvata, zajedno s 50-ak Dubrovčana partizanske postrojbe smaknule na Daksi bez suđenja u listopadu 1944. godine.). Glazbenom dijelu pridonijeli su sinjska glazba, župna glazba Sv. Mihovila te ženski zbor. Bilo je oko 8 000 hodočasnika iz 16 župa: iz Graba 1300, iz Sinja 1000, iz Rude 600, iz Ugljana 550, iz Vojnić-Garduna 450, iz Turjaka 400, iz Otoka i Srijana po 350, iz Dobranja i Tijarice po 300, iz Biska, Dicma i Krušvara po 250, iz Vrpolja 180, iz Kotlenica 118, iz Voštana 50. Križ je obnovljen 1980-ih i vjerojatno je tad nestao natpis s posvetom. U novije doba na blagdan Sv. Marka ovdje se vjernici okupljaju pod križem uz blagoslov polja i molitve Bogu da još jednom podari dobar urod i nagradi narod za sav trud i molitve upućene k Njemu. 2003. godine prvi je put upriličen Put križa čija je zadnja dionica bila ovdje, a počinjala od župne crkve sv. Mihovila. Upriličen je zalaganjem don Stipe Ljubasa.